# Rettenbach (Traun)
Rettenbach är ett vattendrag i Österrike. Det ligger i den centrala delen av landet, 210 km väster om huvudstaden Wien.
I omgivningarna runt Rettenbach växer i huvudsak blandskog. Runt Rettenbach är det ganska tätbefolkat, med 70 invånare per kvadratkilometer.